# Minzier
Minzier este o comună în departamentul Haute-Savoie din sud-estul Franței. În 2009 avea o populație de 834 de locuitori.

## Evoluția populației
| An        | 1975 | 1982 | 1990 | 1999 | 2006 | 2009 |
| --------- | ---- | ---- | ---- | ---- | ---- | ---- |
| Populație | 263  | 312  | 371  | 497  | 702  | 834  |